# Artemio Alpizar Ruz
Artemio Alpizar Ruz fue un educador y pedagogo mexicano, nacido en Valladolid (Yucatán) en 1883, que se distinguió por los servicios que prestó a la educación pública y al sistema educativo en el estado de Yucatán a lo largo de cuarenta años de fructífera labor en el magisterio de la Península. Falleció en la ciudad de Mérida en 1943.

## Datos biográficos
Inició sus estudios en el puerto de Progreso donde vivió de niño con su familia. Concluyó su preparación como maestro en el Instituto Literario de Yucatán en la ciudad de Mérida el año de 1901.
En el propio Instituto se inició como docente siendo al princio de su carrera auxiliar del director José Inés Novelo. Fue director de la escuela Eligio Ancona en la ciudad de Mérida y durante la administración del general Salvador Alvarado participó junto con otros connotados pedagogos en el I Congreso Pedagógico de Yucatán que habría de modernizar el sistema educativo yucateco. En 1917 fue nombrado director de la Escuela Vocacional de Comercio. Fue también jefe del Departamento de Educación Pública de su estado en diversas ocasiones, la última de las cuales fue durante el gobierno de Álvaro Torre Díaz.
Representó a Yucatán en varios congresos de pedagogía a nivel nacional destacando por sus posiciones de avanzada en favor de la educación laica y universal. Creó su propia escuela en la ciudad de Mérida, misma que mantuvo hasta que fue nombrado director de la Escuela Normal Rodolfo Menéndez de la Peña, cargo que desempeñó hasta su muerte en 1943.
Hay varias escuelas en México que llevan su nombre, una de ellas en su ciudad natal, Valladolid, otra en la capital del estado de Yucatán, Mérida.